# フォエデラティ
フォエデラティ（ラテン語: foederati）とは、古代ローマ時代の用語で、共和政ローマ初期と西ローマ帝国末期ではその定義や用法が異なる。単数形はフォエデラトゥス（ラテン語: foederatus）。共和政ローマ初期には、フォエデラトゥスはローマと条約（フォエドゥス; foedus）を結んだ部族を意味した。ローマの植民地の住民やローマ市民権を持つ部族（キウィタス; civitas）ではなく、何か問題があったときに戦力を提供することを期待されている部族であり、一種の同盟である。ラティウムの部族は血族関係にあると見なされたが、それ以外はフォエデラティまたはソキイ（socii、同盟市）とされた。

## 歴史

### 共和政時代
共和政時代、ローマと同盟を結ぶことによる利益がないことから、それらの条約締結相手の一部が不満を抱き、ローマを相手取って同盟市戦争を起こした。結果として紀元前90年にユリウス法 (Lex Julia) が制定され、その条項（共和政による運営）を受け入れた同盟市の住民にはローマ市民権が与えられることになった。全ての同盟市がローマの共和政に吸収される用意ができていたわけではない（例えばヘラクレア・ルカニアやナポリ）。イタリア以外にもフォエデラティは存在した。例えばスペインのカディス（ガデス）やマルセイユ（マッシリア）である。

### 帝政時代
フォエデラティという言葉は、戦士を傭兵として供給してもらうことと引き換えにローマが援助を与えた周辺の蛮族を意味するようになっていった。例えばフランク族、ヴァンダル族、アラニ族、そして有名な西ゴート族などがある。アラリック1世はもともとはゴート族のフォエデラティの一団を従えていた。
"federation"（同盟、連邦）という単語はラテン語の "foedus"（フォエドゥス）に由来する。フォエドゥスとは、ローマと他の国家が永久的な正式の相互扶助の条約を締結したことを示す語だった。当初ローマ側が相手に提供するのは金銭か食料だったが、4世紀から5世紀にかけて税収が減っていったため、フォエデラティには辺境の土地を与えるようになり、ローマ帝国内の領土に定住を許されることとフォエデラティであることが同義となっていった。もともと辺境に自給自足型の広大なヴィッラを構えて住んでいた地主らも、このような情勢の変化の中でローマへの忠誠心を保つことは難しく、フォエデラティと妥協していった。そうして帝国は各地方ごとにまとまるようになり、分裂状態になっていった。
フラウィウス・クラウディウス・ユリアヌスは358年、前世紀に人口が激減していたガリア北部にサリ系フランク族を定住させ、フォエデラティとした。ローマ人兵士らはライン川防衛のため、ライン川から南西に100マイル (160 km) ほどの一帯に軍団を置いていた。フランク族はそこから北および東に定住して緩衝地帯を設ける形となり、戦略面でもローマ帝国の防衛を助けた。406年と407年の厳冬期にヴァンダル族とアラニ族が一団となってライン川を渡って襲来し、ローマ人とフランク族は圧倒され、ライン川付近を失うことになった。
376年、ゴート族の一団がウァレンス帝にドナウ川南岸への定住を願い出て、フォエデラティとして認められた。378年、同じゴート族の一団が反乱を起こし、ハドリアノポリスの戦いでローマ人と戦った。これによって西ローマ帝国はさらに兵士を失う結果となり、フォエデラティの戦力への依存度が高まることになった。
これら部族やその指導者たちのローマへの忠誠は決して信用できるものではなく、395年にはアラリック1世に率いられた西ゴート族が反乱を起こした。西ローマ帝国後期で最も強いといわれた将軍スティリコは、両親がフォエデラティ出身だった。
5世紀になると軍団を維持できるだけの財力が失われ、西ローマ帝国の軍隊はほぼ完全にフォエデラティの戦力で構成されるようになった。451年のカタラウヌムの戦いでアッティラ率いるフン族を撃退できたのはフォエデラティの戦力あってのことだった（西ゴート族やアラニ族もフォエデラティとして参戦していた）。そしてフォエデラティの台頭が致命的なクーデターの原因となった。476年、軍司令官だったオドアケルが最後の西方正帝ロムルス・アウグストゥルスを廃位させ、帝位をコンスタンティノポリスに返上したことで、名目だけを保っていた西方正帝は消滅した。
東ローマ帝国の軍では6世紀までフォエデラティが存続した。アフリカ属州やイタリア本土の再征服を行ったベリサリウスやナルセスの軍団にはフォエデラティが多数含まれていた。